# Wolkersdorf, Volšperk
Wolkersdorf je naselje v Občini Volšperk v Okraju Volšperk na Koroškem v Avstriji.